# Leonida I
Leonida I (dorico: Λεωνίδᾱς, Leōnídās; ionico e attico: Λεωνίδης, Leōnídēs, "figlio del leone"; Sparta, 540 a.C. circa – Termopili, 480 a.C.) è stato un re spartano.
Figlio del re di Sparta Anassandrida II, appartenente alla famiglia degli Agiadi, succedette al fratellastro Cleomene I, di cui sposò la figlia Gorgo, e perse la vita combattendo con i 300 soldati della sua guardia nella celebre battaglia delle Termopili, parte della seconda guerra persiana.
Fu il XVII re di Sparta della dinastia degli Agiadi, stirpe che lo storico greco Erodoto fa discendere dall'eroe-semidio Eracle, dicendo che era «figlio di Anassandrida di Leone di Euricratide di Anassandro di Euricrate di Polidoro di Alcamene di Teleclo di Archelao di Agesilao di Dorisso di Leobote di Echestrato di Agide di Euristene di Aristodemo di Aristomaco di Cleodeo di Illo di Eracle».

## Biografia

### Gioventù
Non si conosce l'anno della sua nascita, forse intorno al 540 a.C. Secondo Erodoto la madre di Leonida era la nipote di suo padre ed era stata sterile per così tanto tempo che gli efori, i cinque amministratori spartani che venivano eletti annualmente, cercarono di indurre il re Anassandrida II a ripudiare la moglie e sceglierne un'altra. Il sovrano rifiutò, sostenendo che non c'era alcun motivo per rifiutare la moglie, e gli efori decisero di permettergli di prendere una seconda moglie senza accantonare la prima.
Questa seconda compagna, discendente del saggio Chilone, partorì dopo poco un figlio, Cleomene. Tuttavia, un anno dopo la nascita di Cleomene, anche la prima moglie di Anassandrida diede alla luce un figlio, Dorieo. Leonida era il secondo figlio della prima moglie del re e il fratello maggiore (o il gemello) di Cleombroto.
Poiché Leonida non era l'erede al trono dovette essere sottoposto, come tutti gli altri fanciulli spartani, all'agoghé, alla fine della quale i giovani Spartiati diventavano cittadini. Leonida fu quindi uno dei pochi re spartani che si allenarono con i duri esercizi dell'istituzione lacedemone.

### Primi anni di regno
Anassandrida morì nel 520 a.C. e Cleomene salì al trono tra quell'anno e il 516 a.C.. Dorieo si indignò talmente tanto per essere stato sorpassato dal fratellastro che se ne andò dalla città: dopo aver tentato invano di fondare una colonia in Africa si recò a cercare fortuna in Sicilia, dove dopo iniziali successi fu ucciso.
Il rapporto tra Leonida ed i suoi fratelli maggiori è sconosciuto, tuttavia sposò la figlia di Cleomene, Gorgo, qualche tempo prima di prendere il potere nel 490 a.C..
Al momento della battaglia di Sepeia contro Argo (494 a.C.) Leonida era chiaramente l'erede al trono agiade e pienamente cittadino: secondo alcuni storici egli salì al trono nel 493 a.C.. Secondo altre congetture, salì al trono solo nel 481 a.C., e quindi non era ancora re né quando gli emissari persiani cercarono di ottenere la sottomissione di Sparta alla Persia e incontrarono un netto rifiuto, nel 492 o 491 a.C., né quando nel 490 a.C. Atene chiese aiuto a Sparta per contrastare i Persiani prima della battaglia di Maratona.
Come scrive Plutarco, quando qualcuno disse a Leonida "Tranne che per essere re, tu non sei per nulla superiore a noi" lui rispose "Ma se non fossi migliore di te, non sarei re": come uomo addestrato con l'agoghè, Leonida non dava tanta importanza al suo sangue reale, ma piuttosto riteneva di avere, come suo fratello Dorieo, delle capacità superiori nella competitiva società spartana, che secondo lui lo rendeva adatto al governo.
Nel 481 a.C. Leonida fu scelto per guidare le forze greche alleate nella resistenza durante la seconda guerra persiana; probabilmente questo gesto non fu solamente un omaggio alla superiorità militare di Sparta, in quanto solamente due anni dopo la morte di Leonida la coalizione delle città greche preferì la direzione ateniese a Leotichida e Pausania, il reggente successore di Leonida, anche se la reputazione militare di Sparta non era affatto diminuita.

### Battaglia delle Termopili e morte
(Leonida risponde all'intimazione di Serse I di consegnare le armi alle Termopili)

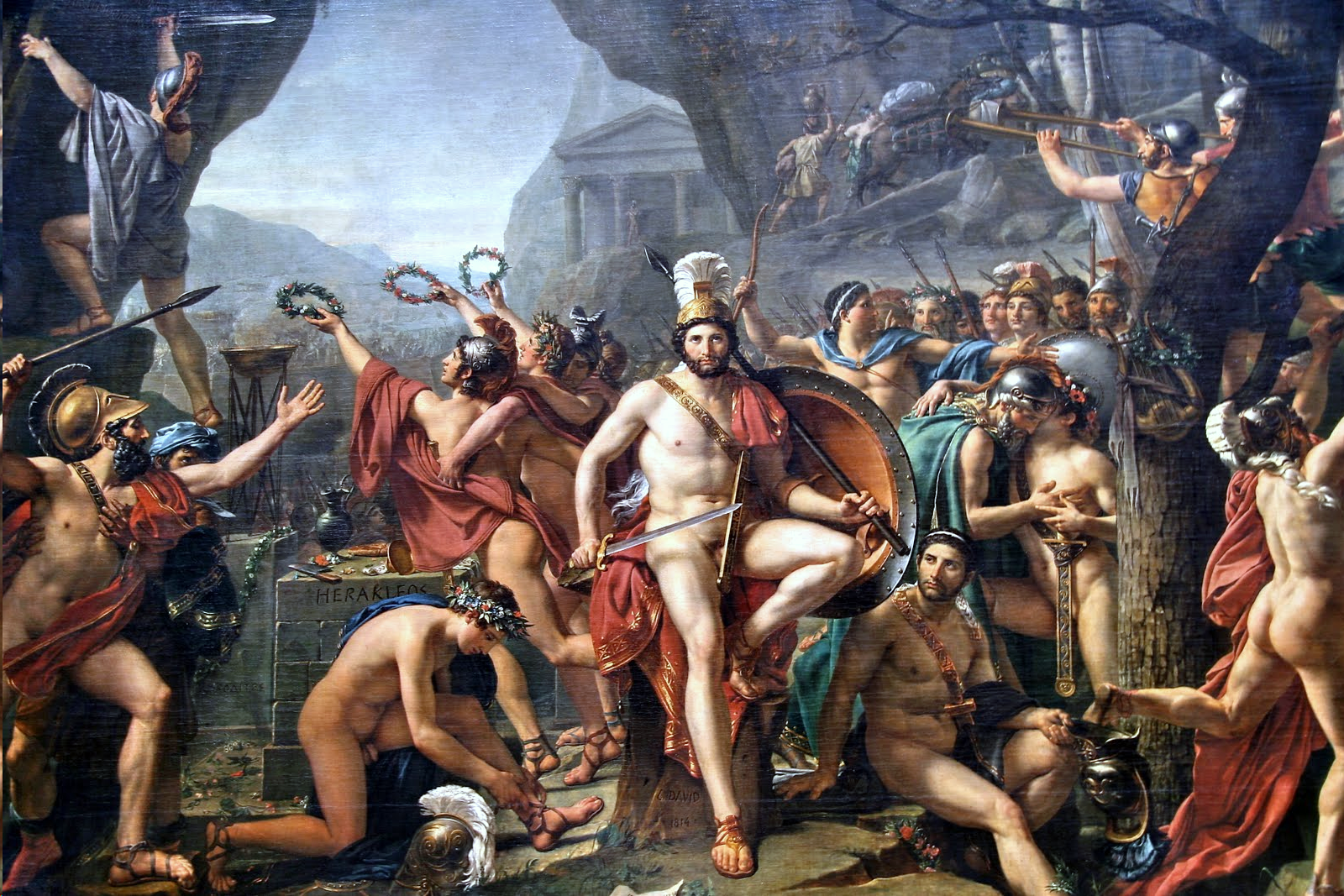
Ritratto di Leonida alle Termopili di Jacques-Louis David

Quando i Greci chiesero aiuto a Sparta, Leonida consultò l'oracolo di Delfi, che rispose con i seguenti versi:
(Erodoto, Storie, VII, 220.)
Nel mese di agosto del 480 a.C. Leonida si diresse incontro all'esercito di Serse al passo delle Termopili con un piccolo esercito di 300 uomini, dove venne raggiunto da truppe di altre polis greche, che, unite sotto il suo comando, formarono un esercito di 14 000 uomini. Sono state formulate varie ipotesi sul motivo per cui Leonida andò in guerra con un numero così basso di soldati. Secondo Erodoto «gli Spartani inviarono gli uomini avanti con Leonida in modo che il resto degli alleati, nel vederli, marciasse senza paura di sconfitta anziché temporeggiare alla notizia di un ritardo dei Lacedemoni. Dopo la fine delle Carnee lasciarono Sparta e marciarono a ritmo serrato verso le Termopili. Il resto degli alleati fece lo stesso, dal momento che in quel periodo si svolgevano le Olimpiadi. Quindi inviarono la loro avanguardia, non pensando che la guerra alle Termopili fosse decisa così velocemente». Molti storici moderni non sono soddisfatti da questa spiegazione e danno la colpa ai Giochi Olimpici in corso o al dissenso e intrighi interni.
Erodoto afferma che Leonida, dopo aver appreso il vaticinio, si convinse di andare incontro a morte certa insieme a tutte le sue truppe, perciò scelse solo gli Spartiati che avevano figli in modo da assicurare continuità alle stirpi.
Il totale delle truppe a difesa delle Termopili fu dai quattromila ai settemila uomini, che affrontarono un esercito persiano di quasi due milioni di uomini, secondo Erodoto; gli studiosi moderni, tuttavia, ritengono che le truppe persiane ammontassero a 50.000/200.000 uomini, 70.000/300.000 secondo Holland.
Serse attese quattro giorni prima di attaccare, sperando che i Greci si disperdessero da soli e consegnassero le armi, ma a questa richiesta Leonida rispose "Μολὼν λαβέ" (Molòn labé), cioè "Vieni a prenderle". Il quinto giorno Serse attaccò. Leonida ed i suoi uomini respinsero gli attacchi frontali dei Persiani per i due giorni successivi, uccidendo circa ventimila soldati nemici e perdendone circa duemilacinquecento. Vennero respinti persino i soldati scelti persiani, gli Immortali, e morirono due fratelli di Serse, Abrocome e Iperante. Il settimo giorno un pastore del luogo, Efialte, rivelò ai Persiani, guidati da Idarne, l'esistenza del sentiero di Anopea, che conduceva sul retro dello schieramento greco. Avvisato dell'imminente apertura di un secondo fronte alle sue spalle, Leonida rimandò in patria le truppe greche e rimase a difesa del passaggio con i suoi 300 Spartiati, assieme a 900 Iloti, 400 Tebani e 700 Tespiesi, che si rifiutarono di abbandonarlo.
Secondo una teoria citata da Erodoto, Leonida mandò via gli altri soldati per preservarne le forze per altre future battaglie, mentre tenne gli Spartani sapendo che questi non avrebbero abbandonato il campo di battaglia (le leggi di Sparta non contemplavano infatti la ritirata). Erodoto stesso ritiene che Leonida abbia dato l'ordine di ritirata credendo che gli alleati non fossero disposti ad andare incontro ad un pericolo così grande, mentre lui e i suoi compatrioti rimasero, sia perché erano preparati, sia per perpetuare la loro gloria.
Tutti i soldati greci, attaccati da entrambi i lati, furono uccisi, tranne i Tebani, che si arresero. Leonida fu ucciso, ma gli Spartani recuperarono il suo corpo e lo protessero fino all'ultimo. Erodoto dice che Serse volle vedere la testa di Leonida conficcata su un palo e il suo corpo crocifisso, pratica sacrilega per i Greci. Sul punto dell'ultima resistenza spartana venne collocato un leone di pietra in onore di Leonida. Pausania afferma che le sue ossa furono portate a Sparta 40 anni dopo da un certo Pausania: se questo Pausania, però, fu lo stesso che comandò i Greci nella battaglia di Platea, "quaranta" deve risultare una trascrizione errata per "quattro".
A Leonida succedette il figlio Plistarco sotto la tutela del fratello Cleombroto (che morì a sua volta pochi mesi dopo) e poi del di lui figlio Pausania.

## Nella cultura di massa

### Letteratura
- Riferimenti e citazioni di Leonida sono presenti negli Apoftegmi spartani (Ἀποφθέγματα Λακωνικά), un'opera letteraria catalogata all'interno dei Moralia di Plutarco (I-II secolo)
- Leonida è un personaggio centrale nel romanzo storico Le porte di fuoco (Gates of Fire) dello scrittore trinidadiano-statunitense Steven Pressfield, pubblicato nel 1998.
- Leonida è il protagonista del fumetto 300 scritto e disegnato da Frank Miller, colorato da Lynn Varley. Pubblicato nel 1998.
- Leonida appare nel manga Record of Ragnarok come combattente dello schieramento dell'umanità.

### Cinema
- Leonida è il protagonista del film L'eroe di Sparta (The 300 Spartans) del regista Rudolph Maté (1962). L'eroe è interpretato dall'attore statunitense Richard Egan.
- Leonida è il protagonista del film 300 del regista Zack Snyder (2007). L'eroe è interpretato dall'attore scozzese Gerard Butler. Il film è tratto dall'omonimo fumetto del 1998 di Frank Miller e Lynn Varley.
- È protagonista anche della parodia di 300: 3ciento - Chi l'ha duro... la vince (Meet the Spartans) dei registi Jason Friedberg e Aaron Seltzer (2008). L'"eroe" è interpretato dall'attore inglese Sean Maguire.

### Videogiochi
- Leonida è presente nel videogioco Assassin's Creed: Odyssey: appare nelle scene iniziali con un filmato che riassume una delle fasi salienti della Battaglia delle Termopili; nel corso del gioco si scoprirà che i protagonisti (Alexios e Kassandra) sono suoi discendenti. La cosa però è anacronistica, in quanto secondo tutte le fonti antiche Leonida ebbe un solo figlio che morì senza eredi. Di conseguenza la discendenza nel gioco sarebbe illegittima o non accertata da fonti.
- Leonida appare in due scenari (un campo militare spartano e l'entrata delle mura di Atene) del videogioco Titan Quest; il giocatore può dialogare con lui. Va specificato che la storia ha una trama originale che mescola elementi e personaggi mitologici con altri storici, senza preoccuparsi della veridicità storica.
- Leonida compare anche all'inizio del gioco Spartan: Total Warrior; tuttavia nella trama il re guida il suo esercito contro i legionari romani, che sottomisero la Grecia solo tre secoli dopo.

### Arti figurative
- L'eroe è stato raffigurato nel quadro neoclassicista Leonida alle Termopili (Léonidas aux Thermopyles) dell'artista francese Jacques-Louis David (1814). L'opera è attualmente conservata al Museo del Louvre di Parigi[24].
- A Leonida è stato eretto un monumento alle Termopili nel 1955, sulla cui base è stata incisa la citazione dell'eroe Μολὼν λαβέ («Vieni a prenderle»), frase famosa per essere stata pronunciata all'inizio della battaglia delle Termopili, quando i Persiani intimarono agli Spartani di consegnare le loro armi.[25]
- A Leonida è stato eretto un secondo monumento a Sparta nel 1968, sulla cui base è incisa sempre la famosa frase Μολὼν λαβέ.